# Campanya russa de Carles XII
La Campanya russa de Carles XII de Suècia fou l'ofensiva que el monarca suec llençà contra Rússia en el marc de la Gran Guerra del Nord. La invasió començà quan Carles XII creuà el Vístula l'u de gener de 1708, i finalitzà quan els suecs foren derrotats a la batalla de Poltava el 8 de juliol de 1709, encara que Carles continuà sent una amenaça militar pels russos durant el seu exili a l'Imperi Otomà.
En els anys precedents a l'ofensiva contra Rússia, Carles havia infligit derrotes significatives a les forces de Dinamarca-Noruega i Polònia-Lituània, i entronitzà al rei titella Stanisław Leszczyński a Polònia. Havent consolidat la seva posició als fronts occidentals, Carles centrà la seva atenció envers Rússia. Entrà a Rússia creuant el Vístula congelat al capdavant de 40.000 homes, la meitat dels quals de cavalleria. Aquesta tàctica era característica del seu estil militar, que es basava en el moviment de les seves tropes a gran velocitat per rutes inesperades. Com a conseqüència del ràpid inici de la campanya, Carles ben aviat plantà batalla a Pere el Gran tot just després d'un mes de campanya, arribant a Hrodna només dues hores després que les forces russes l'abandonessin.
Carles va ser un hàbil cap militar, i probablement considerà la invasió una empresa arriscada; es resistí als consells dels seus generals d'envair Rússia durant l'hivern després de la primera batalla de Narva. Aquest cop decidí tirar endavant l'ofensiva perquè ara esperava l'arribada de reforços suecs i dels seus aliats cosacs a les ordres d'Ivan Mazepa. Els reforços de l'exèrcit suec, no obstant això, foren emboscats per les tropes russes, i l'exèrcit rus d'Aleksandr Ménxikov destruí la capital de Mazepa. Finalment els cosacs només aportaren 1.300 homes a l'exèrcit de Carles XII.
La invasió es complicà degut a la tàctica de terra cremada duta a terme per Pere i els seus generals. L'exèrcit rus es retirà constantment, dispersant el bestiar i amagant el gra, cremant cultius sense recol·lectar, i deixant sense provisions l'exèrcit suec. El «Gran hivern de 1709» havia devastat l'exèrcit suec i l'havia reduït a 24.000 homes. El maig de 1709, les forces sueques aconseguiren atrapar els russos, i els dos exèrcits s'enfrontaren a la batalla de Poltava. Els suecs foren derrotats, i la majoria de les tropes de l'exèrcit de Carles, uns 19.000 homes, foren obligats a rendir-se a Perevolochna.
Carles buscà la protecció de l'Imperi Otomà, que tradicionalment era hostil als russos. Carles aconseguí persuadir al Sultà Ahmet III d'atacar els russos, donant lloc a la Guerra russoturca (1710-1711). Pere el Gran aconseguí subornar el Visir Turc per aconseguir la pau, truncant les ambicions de Carles d'obrir un front permanent al sud de Rússia.
Les conseqüències de la fallida invasió tingueren grans repercussions. L'Imperi Suec mai obtingué nous territoris després de la derrota a Poltava. Jordi I de la Gran Bretanya arrossegà al Regne Unit i Prússia a la guerra contra Suècia, i Dinamarca retornà al combat. Rússia guanyà prestigi a Europa i a Lluís XIV de França com a aliat.